# Sankt Martin
Sankt Martin é uma comuna da Suíça, no Cantão Grisões, com cerca de 36 habitantes. Estende-se por uma área de 22,93 km², de densidade populacional de 2 hab/km². Confina com as seguintes comunas: Duvin, Lumbrein, Safien, Suraua, Vals, Vignogn.
A língua oficial nesta comuna é o Alemão.